# 達爾文故居

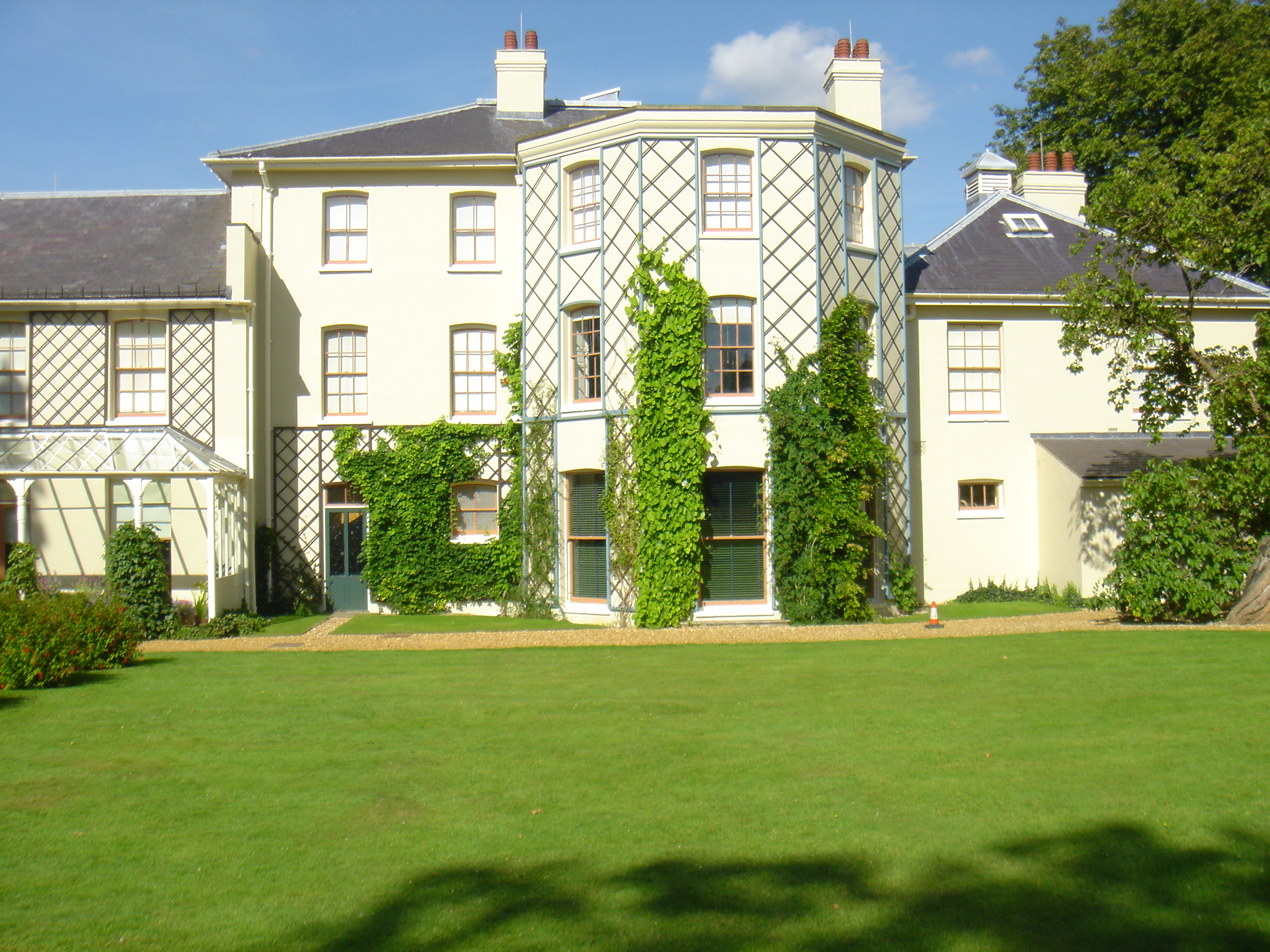
達爾文故居

達爾文故居（Down House）是英國自然史學家查爾斯·達爾文和其家族的故居，達爾文就是在這裡構想出了演化和物競天擇理論。達爾文故居位於倫敦東南郊的布倫來倫敦自治市，故居建築和花園被列入英格蘭遺產，並且對公眾開放。